# Henry Handel Richardson
Henry Handel Richardson est le nom de plume de l'écrivaine australienne Ethel Florence Lindesay Richardson, née le 3 janvier 1870 à Melbourne (Australie) et morte le 20 mars 1946 à Fairlight (Royaume-Uni).
Son chef-d'œuvre est la trilogie The Fortunes of Richard Mahony : Australia Felix (1917), The Way Home (1925) et Ultima Thule (1929).

## Biographie
Elle est née en 1870 à Melbourne. Son père est médecin, à l'époque des ruées vers l'or en Australie, et son enfance est marquée par leur vie nomade, dans l'État de Victoria. Son père meurt lorsqu'elle a 9 ans. Elle devient ensuite pensionnaire au Presbyterian Ladies' College (PLC) de Melbourne en 1883, et elle y étudie de ses 13 ans à ses 17 ans. Sa mère emmène la famille en Europe en 1888 et elle mène des études musicales au conservatoire de Leipzig. Elle s'y découvre surtout une passion pour la littérature et l'écriture. En 1894, elle épouse à Munich l'Écossais John George Robertson, qu'elle avait rencontré à Leipzig où il étudiait la littérature allemande et qui, plus tard, avait brièvement enseigné à l'université de Strasbourg où ils ont vécu. En 1903, le couple s'installe à Londres, où John Robertson est nommé à la première chaire d'allemand à l'University College. 
Elle publie un roman, Maurice Guest, en 1908 et commence à écrire la trilogie The Fortunes of Richard Mahony (en) en 1912, une trilogie qui comprendra Australia Felix, The Way Home et Ultima Thule. Ultima Thule, le dernier volume, lui apporte la célébrité. L'Australian Literature Society lui décerne l'ALS Gold Medal (en) en 1929,.
Richardson meurt de cancer le 20 mars 1946 à Hastings, dans le Sussex de l'Est, en Angleterre. Ses restes incinérés ont été dispersés par son souhait avec ceux de son mari en mer.
Iris Murdoch est sa cousine au deuxième degré.

## Famille
Lillian Richardson, la plus jeune sœur d'Ethel, a épousé Alexander Sutherland Neill après le divorce de son premier mari et a aidé à fonder et à diriger l'école Summerhill.